# Triregia bilineata
Triregia bilineata is een hooiwagen uit de familie Triaenonychidae. De originele naamcombinatie (protoniem) was Adaeum bilineatum Forster 1943. Een volgende naamrecombinatie werd gepubliceerd als Triregia bilineata (Forster 1943) in Forster 1954.